# عملیات نجات

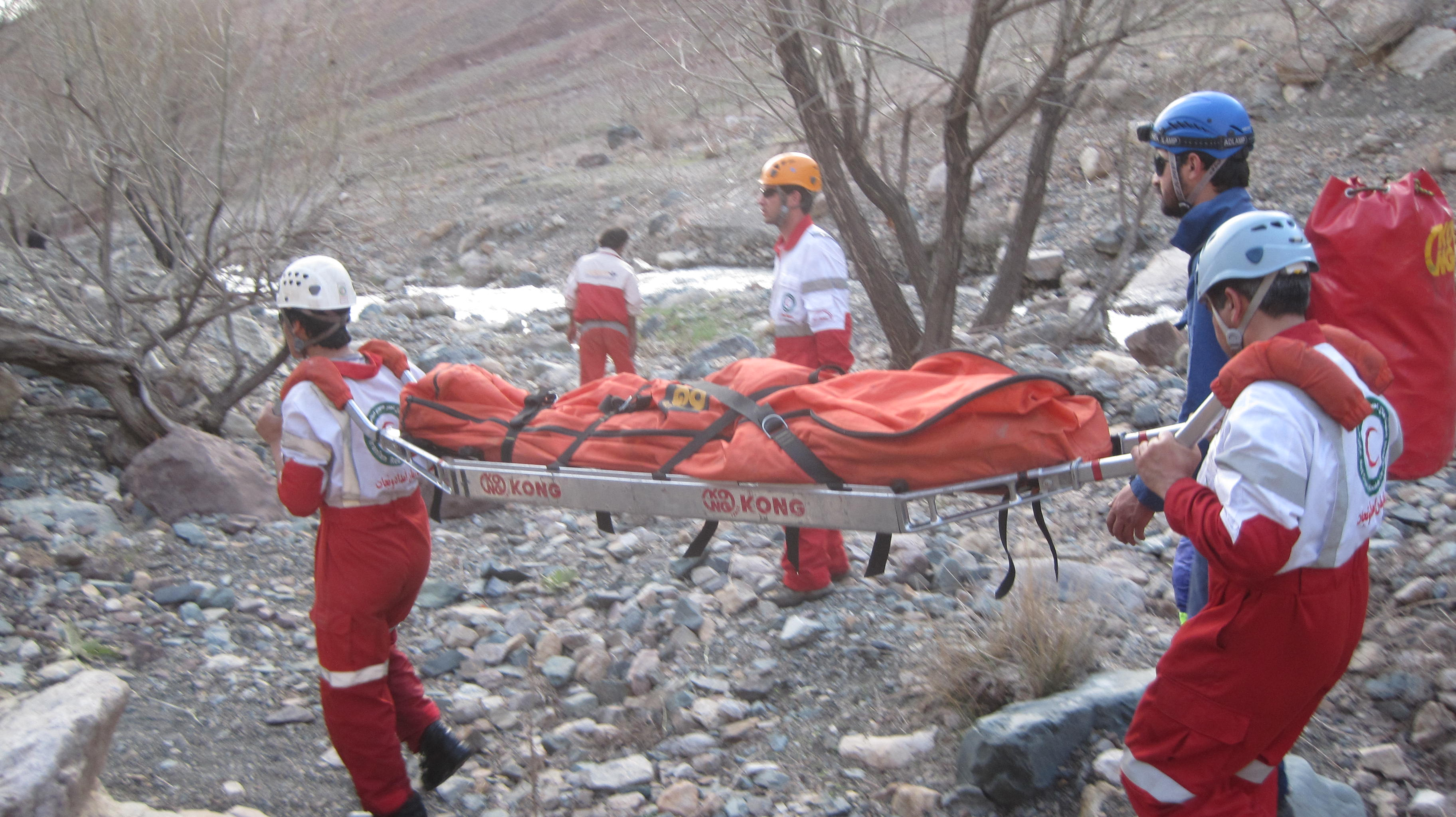
عملیات نجات در کوهستان

عملیات نجات تلاش برای حفظ زندگی یا پیشگیری از آسیب در طول یک حادثه یا وضعیت خطرناک است.

جستجو، نخستین مرحله از هر عملیات نجات است.
ابزارهای مورد استفاده در عملیات نجات شامل سگ عملیات امداد و نجات، اسب، بالگرد و ابزارآلات هیدرولیک برای رهاسازی افراد از وسایل نقلیه است.

این عملیات توسط نیروهای سازمان آتش‌نشانی، نیروهای نظامی یا تیم پزشکی اورژانسی و با خودروهای نجات در شرایط دشوار انجام می‌گیرد.